# Saperda tridentata
Saperda tridentata es una especie de escarabajo longicornio del género Saperda, subfamilia Lamiinae. Fue descrita científicamente por Olivier en 1800.
Se distribuye por Italia, Canadá y los Estados Unidos. Mide 8-17 milímetros de longitud. El período de vuelo ocurre en los meses de febrero, marzo, abril, mayo, junio, julio, agosto, septiembre, octubre y noviembre. Suelen encontrarse en árboles caducifolios. Las larvas se alimentan de varias especies de olmos (Ulmus).

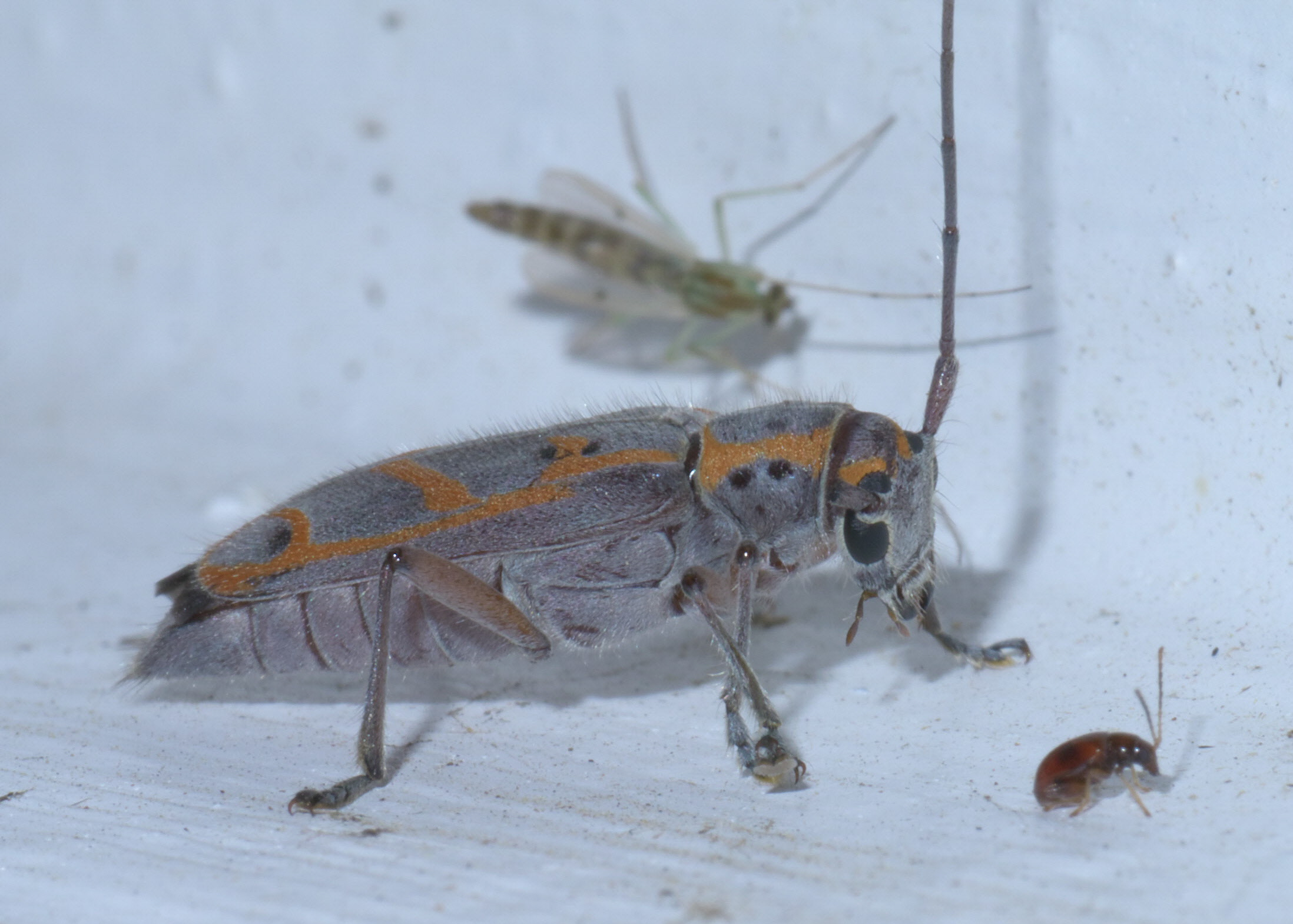
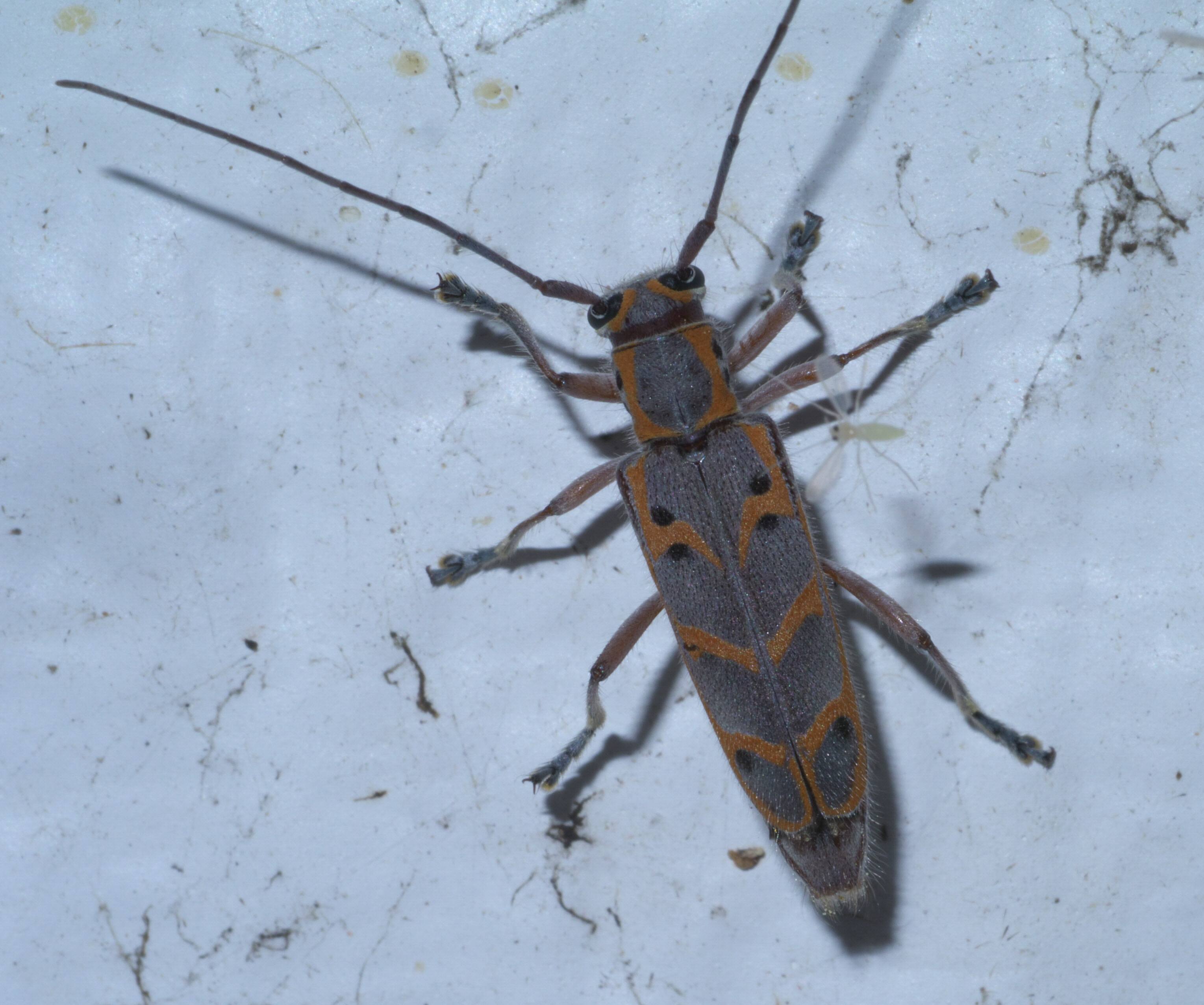
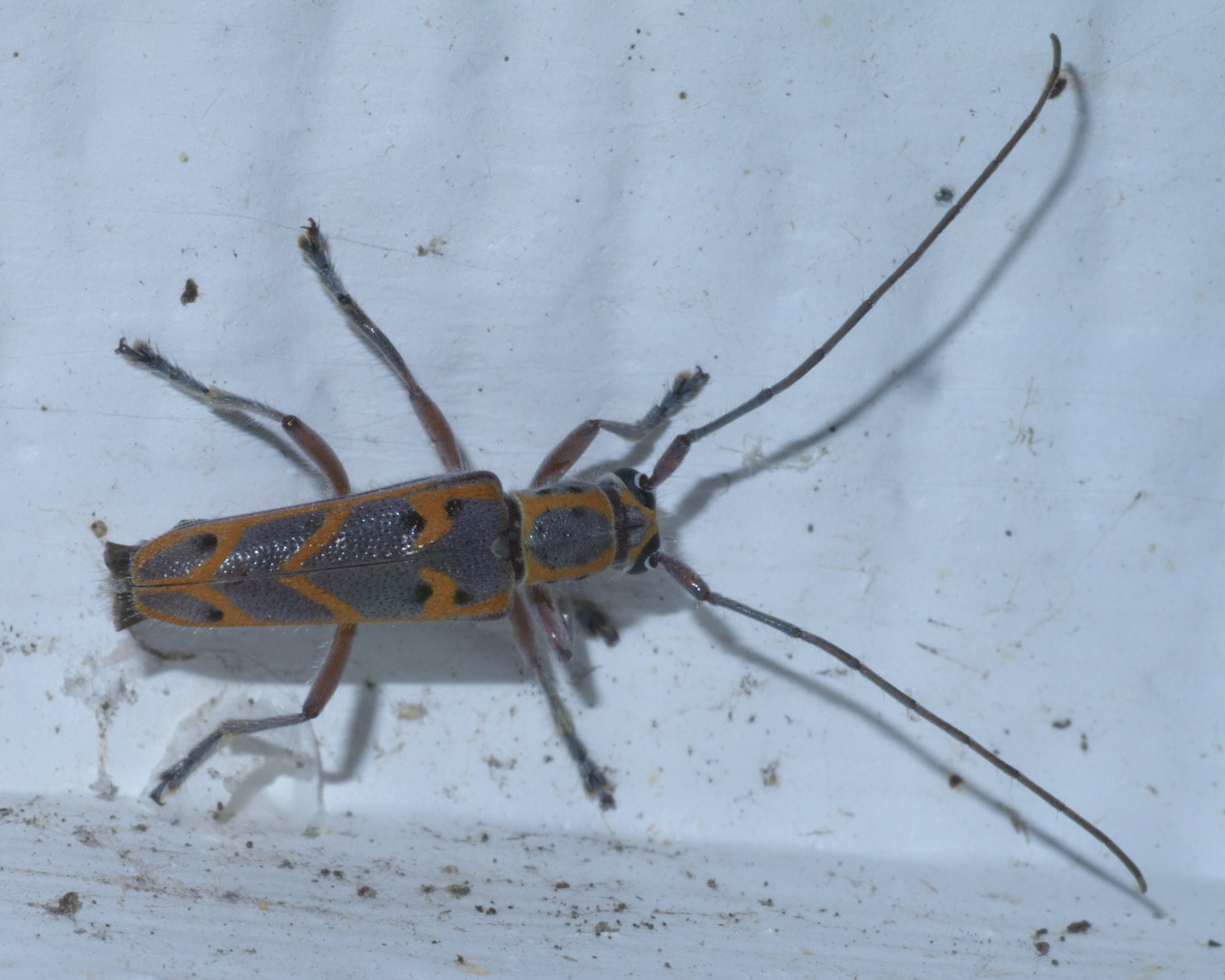